# Luigi Piotti
Luigi Piotti (Milano, 27 ottobre 1913 – Godiasco Salice Terme, 19 aprile 1971) è stato un pilota automobilistico e imprenditore italiano.

## Carriera
Facoltoso uomo d'affari che corre spesso e senza problemi da pilota privato con macchine da sé acquistate ed iscritte, il 6 giugno 1954 vince la 12 ore di Hyères in coppia con Maurice Trintignant, su una Ferrari 250 Monza di sua proprietà.
È al via per la prima volta a un Gran Premio di Formula 1 nel 1956, per la precisione al Gran Premio d'Argentina, concluso con il ritiro, dopo che nella stagione precedente era stato iscritto al Gran Premio d'Italia su una Arzani-Volpini, senza qualificarsi per la partenza.
Nella stessa stagione partecipa anche al Gran Premio d'Italia, dove giunge sesto, suo miglior piazzamento in carriera. L'anno successivo si presenta a quattro GP, e si qualifica a tre; conclude solo il primo in Argentina, dove giunge decimo.
Nel 1958 prende parte per l'ultima volta a una corsa di F1, a Monaco, mancando la qualificazione, e si dedica ad altre attività extralavorative.
Riposa al cimitero monumentale di Milano.

## Risultati in Formula 1
| 1955 | Scuderia | Vettura        |  |  |  |  |  |  |    |  |  |  |  | Punti | Pos. |
| ---- | -------- | -------------- |  |  |  |  |  |  | -- |  |  |  |  | ----- | ---- |
| 1955 | Volpini  | Arzani-Volpini |  |  |  |  |  |  | NP |  |  |  |  | 0     |      |

| 1956 | Scuderia       | Vettura       |     |  |  |  |  |  |  |   |  |  |  | Punti | Pos. |
| ---- | -------------- | ------------- | --- |  |  |  |  |  |  | - |  |  |  | ----- | ---- |
| 1956 | Pilota privato | Maserati 250F | Rit |  |  |  |  |  |  | 6 |  |  |  | 0     |      |

| 1957 | Scuderia       | Vettura       |    |    |  |  |  |  |     |     |  |  |  | Punti | Pos. |
| ---- | -------------- | ------------- | -- | -- |  |  |  |  | --- | --- |  |  |  | ----- | ---- |
| 1957 | Pilota privato | Maserati 250F | 10 | NQ |  |  |  |  | Rit | Rit |  |  |  | 0     |      |

| 1958 | Scuderia | Vettura |  |    |  |  |  |  |  |  |  |  |  | Punti | Pos. |
| ---- | -------- | ------- |  | -- |  |  |  |  |  |  |  |  |  | ----- | ---- |
| 1958 | OSCA     | OSCA    |  | NQ |  |  |  |  |  |  |  |  |  | 0     |      |

| Legenda | 1º posto     | 2º posto | 3º posto    | A punti         | Senza punti/Non class.  | Grassetto – Pole position Corsivo – Giro più veloce |
| Legenda | Squalificato | Ritirato | Non partito | Non qualificato | Solo prove/Terzo pilota | Grassetto – Pole position Corsivo – Giro più veloce |